# Megalonibea fusca
Megalonibea fusca es una especie de pez de la familia Sciaenidae en el orden de los Perciformes.

## Morfología
• Los machos pueden llegar alcanzar los 143 cm de longitud total.

## Hábitat
Es un pez de clima templado y bentopelágico.

## Distribución geográfica
Se encuentra en el Mar de la China Oriental.

## Observaciones
Es inofensivo para los humanos.